# Twisted
Twisted是一个事件驱动的网络编程框架，它使用编程语言Python编写，并在MIT协议下开源。
Twisted计划多方面的支持TCP、UDP、SSL/TLS、IP多播、Unix域套接字，很多协议（包括HTTP、XMPP、NNTP、IMAP、SSH、IRC、FTP等等）和很多其他东西。Twisted基于了事件驱动编程范型，这意味着Twisted的用户要书写由这个框架调用的短小回调函数。

## 引用
1. ↑  Shtull-Trauring, Itamar. . twisted-python (邮件列表). 2002-10-22  [2008-08-14]. （原始内容存档于2008-11-13）.
2. ↑  . 2025年6月7日  [2025年6月19日].